# Can Canyamàs
Can Canyamàs és una masia del municipi de Dosrius (Maresme) inclosa en l'Inventari del Patrimoni Arquitectònic Català.

## Descripció
Masia clàssica del tipus II, el més generalitzat. Els vessants donen aigües a les façanes laterals. La façana principal s'ordena amb el portal rodó, sota la finestra gòtica del tipus tradicional de finals del segle xvi. De les cinc finestres és la més florejada, amb un traçat conopial de llinda partida pel mig. Els angles de la casa estan reforçats amb els clàssics carreus de pedra de granit. En un d'aquests angles hi neix un arc de pedra, antic portal d'entrada al pati tancat de davant la casa.
La casa ha sofert algunes modificacions respecte a l'original. S'han eixamplat i afegit finestres, la llinda recta de l'antic portal s'ha substituït per un de rodó, i s'ha arrebossat i pintat tota la casa. De l'interior sols es conserven alguns murs.

## Història
El propietari actual conserva les actes de compra i venda i altres assumptes amb relació a la casa des del 1520 fins a l'actualitat (1919, 1936)